# أولاد جابر
أولاد جابر وهي قرية من قرى مدينة الرجبان الليبية. و تقع بين قرية أولاد عطيه التي تحدها من الشرق وقرية أولاد عبد الجليل التي تحدها من الغرب ويفصل بينهما وادى ولفن كثير اشجار النخيل وبه عين ماء جارية، ويعمل أغلب سكانها في الرعي والزارعة.
ويوجد في اولا جابر مسجدين ومركز لتحفيظ القرآن ومتاجر للمواد الغذائية، ومدرسة ابتدائية وإعدادية وثانوية، وبها مدرسه لمحو الأمية، وبعض المزارع. . كما يوجد بها عين ماء، وبها مناطق أثرية من أهمها جامع الخريبه (جامع اسحاق الشارنى).
كما يوجد بها غابه من أشجار الزيتون وهي أحد مناطق الرجبان من الناحية الشرقية وبجوارها من الشرق أولاد عطيه ومن الغرب أولاد عبد الجليل.